# Zdeněk Bartoníček
Zdeněk Bartoníček (* 1954) ist ein ehemaliger tschechoslowakischer Radrennfahrer.

## Sportliche Laufbahn
Bartoníček hatte einen ersten internationalen Erfolg mit dem dritten Platz im Etappenrennen Grand Prix de l’Humanité in Paris 1974. 1975 fuhr er mit der Nationalmannschaft das britische Milk-Race und wurde dort 26. der Gesamtwertung. In der Österreich-Rundfahrt 1976 (6. Gesamtplatz) siegte er auf der 3. Etappe und holte 1977 einen Tageserfolg im Milk Race. Im September 1976 gewann er das Rennen Prag–Karlovy Vary–Prag. Zweimal bestritt er die Internationale Friedensfahrt, 1978 wurde er 32. und 1980 31. der Gesamtwertung. 1980 gewann er das Etappenrennen Circuit des Ardennes in Frankreich vor Ignace Planckaert.

## Familiäres
Sein Bruder Antonín Bartoníček war ebenfalls Radrennfahrer.